# 자이베르그-위튼 불변량
위상수학에서 자이베르그-위튼 불변량(זייברג-Witten不變量, 영어: Seiberg–Witten invariant)은 4차원 매끄러운 다양체의 불변량의 하나로, 게이지 이론의 자기 홀극 모듈라이 공간의 성질을 나타낸다. 이는 도널드슨 불변량과 동치인 것으로 추측된다.

## 정의
4차원 콤팩트 매끄러운 다양체 {\displaystyle M} 위에 스핀C 구조 {\displaystyle s}가 주어졌다고 하자.

### 수학적 정의
{\displaystyle M} 위의, 스핀C 구조 {\displaystyle s}에 대한 스피너 벡터다발
{\displaystyle W=W^{+}\oplus W^{-}}
을 정의하자. {\displaystyle W^{\pm }}은 각각 {\displaystyle M} 위의 복소수 2차원 벡터다발이다. {\displaystyle \psi _{\alpha }}가 {\displaystyle W^{+}}의 단면이라고 하고, {\displaystyle A_{\mu }}가 {\displaystyle M}의 표준 선다발 위의 접속이라고 하자. 그렇다면, 자이베르그-위튼 방정식 {\displaystyle \phi } 및 {\displaystyle A}에 대한 비선형 연립 편미분 방정식이며, 다음과 같다.
{\displaystyle D_{\mu }\sigma _{\alpha {\dot {\beta }}}^{\mu }\psi _{\alpha }=0}
{\displaystyle F_{\mu \nu }^{+}=({\bar {\psi }}\sigma _{\mu }\sigma _{\nu }\psi )^{+}}
여기서 {\displaystyle D_{\mu }=\partial +iA_{\mu }}는 {\displaystyle A}에 의한 공면 미분이며, {\displaystyle F_{\mu \nu }^{+}}는 {\displaystyle A_{\mu }}의 장세기
{\displaystyle F_{\mu \nu }=\partial _{\mu }A_{\nu }-\partial _{\nu }A_{\mu }}
의 자기 쌍대 성분이며, {\displaystyle \sigma _{\mu }}는 파울리 행렬이다.
자이베르그-위튼 방정식의 해는 자기 홀극이라고 하며, 자이베르그-위튼 방정식의 해의 모듈라이 공간의, 게이지 군의 작용에 대한 몫공간을 자기 홀극 모듈러스 공간(영어: monopole moduli space)이라고 한다.
다양체 {\displaystyle M}이 단순형 다양체(영어: manifold of simple type)일 경우, 자기 홀극 모듈러스 공간은 0차원이며, 이 경우 자이베르그-위튼 불변량은 모듈러스 공간의 점의 수를 부호를 붙여 센 것이다.

### 물리학적 정의
{\displaystyle {\mathcal {N}}=2} SU(2) 초대칭 게이지 이론에서, 낮은 에너지 극한을 취하면 {\displaystyle {\mathcal {N}}=2} U(1) 초대칭 양자 전기역학, 즉 U(1) 초대칭 게이지 이론 및 대전된 하이퍼 초다중항을 얻는다. 이 경우, 하이퍼 초다중항으로부터 새로 유도되는 장들은 다음과 같다.
| 기호                                        | U(1) 전하 | 설명         | 뒤틀기 전 군 표현 SU(2)left×SU(2)right×SU(2)R×U(1)R | 뒤튼 뒤 군 표현 SU(2)left×SU(2)right×U(1)R | 뒤튼 뒤 설명                                |
| ------------------------------------------- | --------- | ------------ | --------------------------------------------------- | ------------------------------------------ | ------------------------------------------- |
| {\displaystyle M^{*}}                       | −1        | 반스페르미온 | (0, 0, ½)0                                          | (0,½)0                                     | {\displaystyle {\bar {M}}_{\dot {\alpha }}} |
| {\displaystyle N_{\alpha }}                 | +1        | 페르미온     | (½, 0, 0)−1                                         | (½,0)−1                                    | {\displaystyle N_{\alpha }}                 |
| {\displaystyle {\bar {N}}_{\dot {\alpha }}} | −1        | 반페르미온   | (0, ½, 0)+1                                         | (0,½)+1                                    | {\displaystyle {\bar {N}}_{\dot {\alpha }}} |

이 경우 {\displaystyle ({\bar {M}}_{\dot {\alpha }},{\bar {N}}_{\dot {\alpha }})}는 {\displaystyle Q}의 다중항을 이룬다. {\displaystyle N}은 방정식 {\displaystyle DM=0}에 대응한다.

## 성질
{\displaystyle {\mathcal {N}}=2} 초대칭 게이지 이론은 재규격화군 이론을 통해 적외선 (=낮은 에너지) 극한을 가지며, 이 극한은 자이베르그-위튼 이론을 사용하여 완전히 계산할 수 있다. 위상 뒤틀기는 재규격화군 흐름과 가환하므로, 도널드슨 불변량을 자이베르그-위튼 이론을 통해 계산할 수 있어야 한다. 따라서, 물리학적으로는 자이베르그-위튼 불변량이 도널드슨 불변량과 동치라는 것은 분명하지만, 이는 수학적으로 엄밀히 증명되지 않았다.

## 역사
1994년에 에드워드 위튼은 자이베르그-위튼 이론을 기반으로 자이베르그-위튼 불변량을 도입하였으며, 이들의 크론하이머-므로카 기본류와의 관계를 제시하였다.